# Mantisalca salmantica

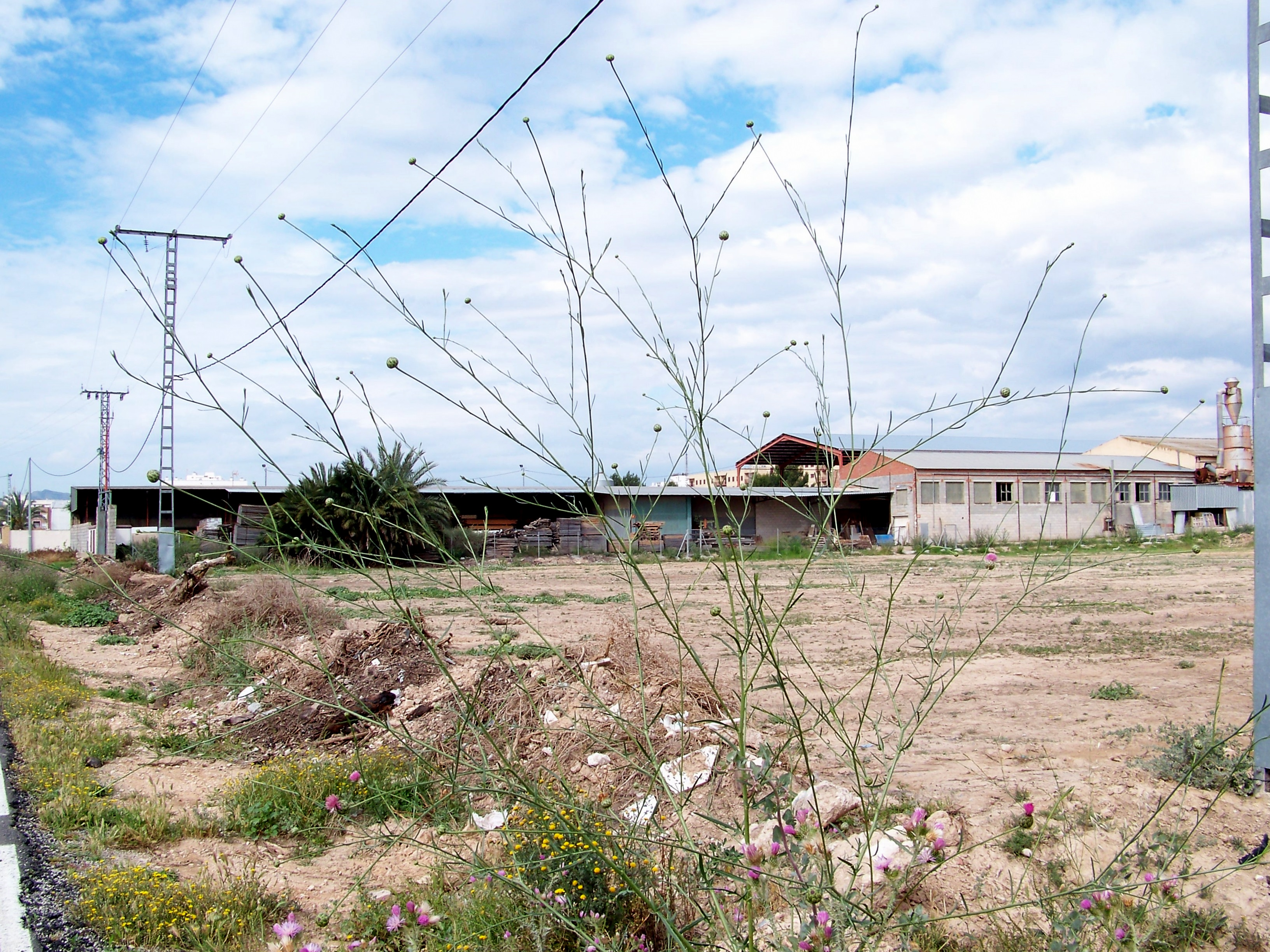
Mantisalca salmantica; aspecto general y hojas superiores

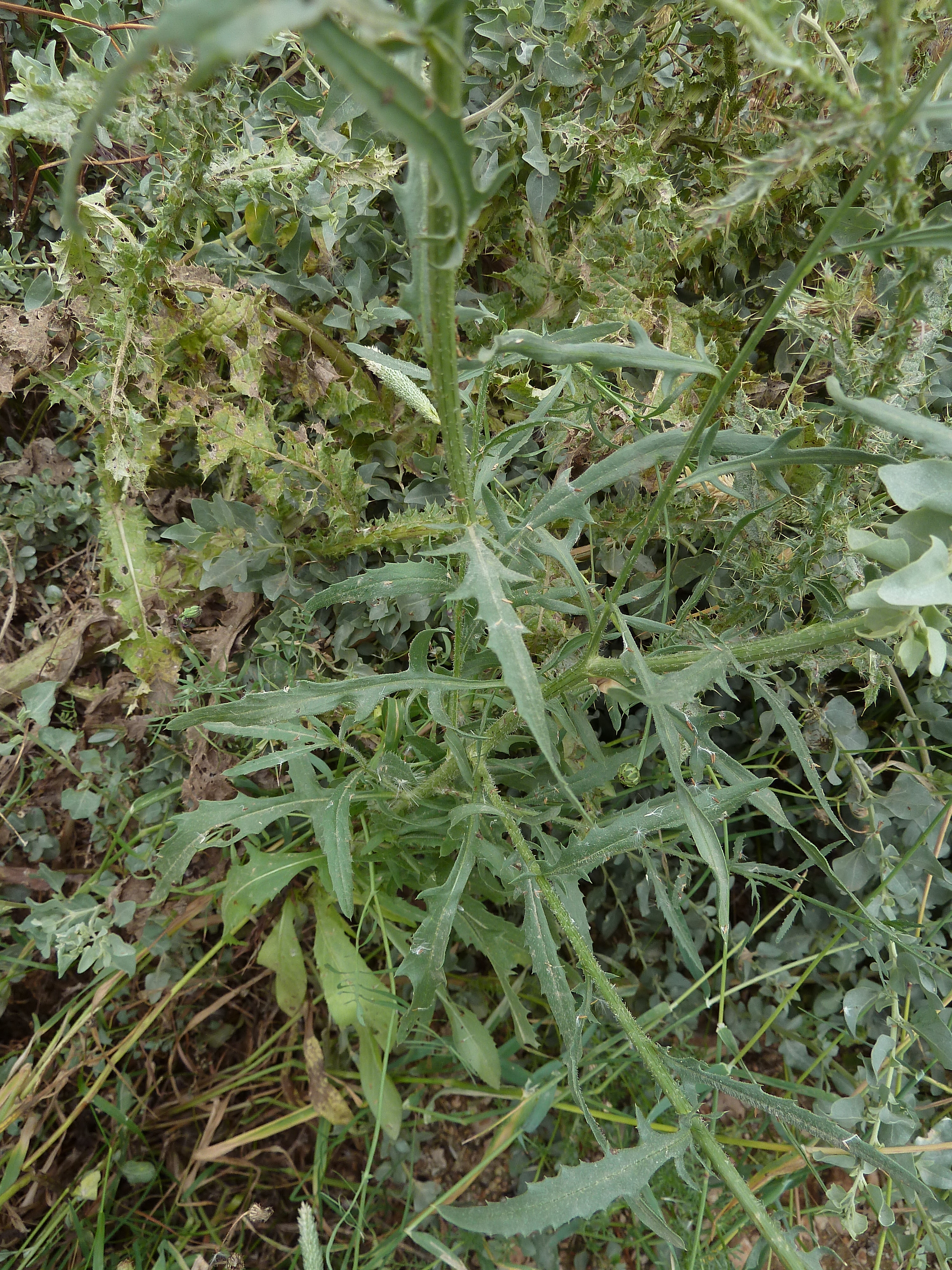
Mantisalca salmantica; hojas basales y medias

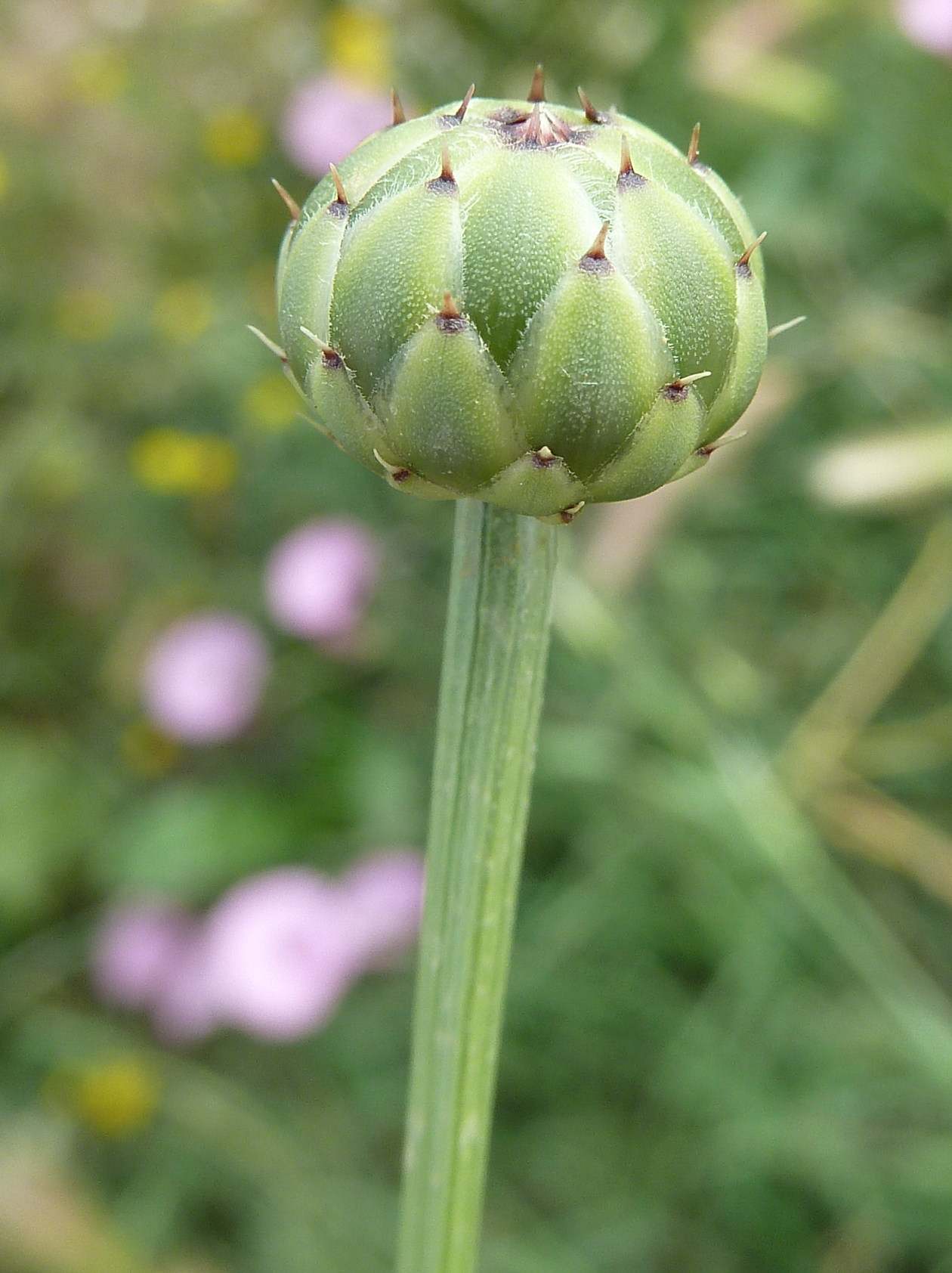
Mantisalca salmantica; prefloración

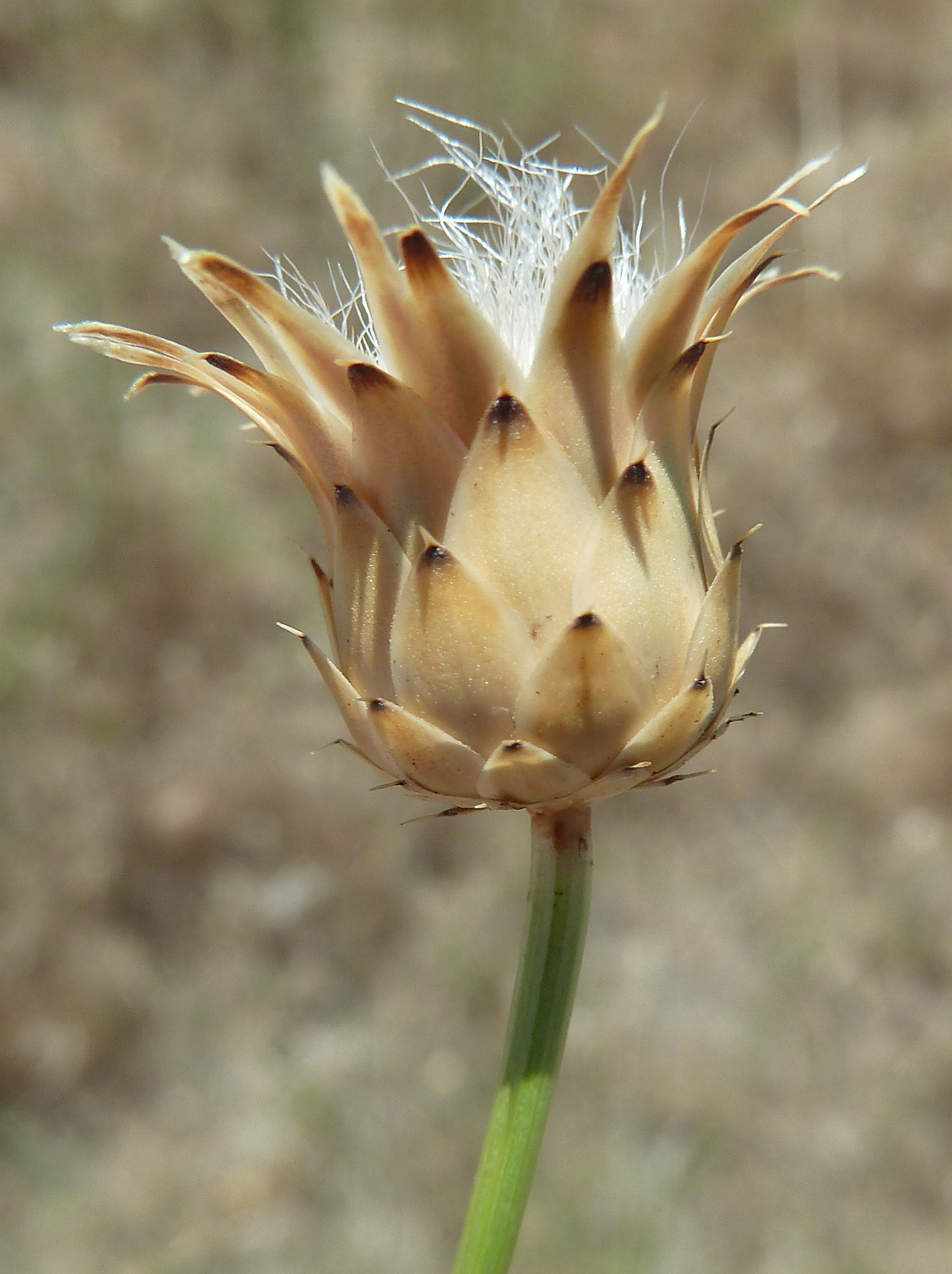
Mantisalca salmantica; post-floración

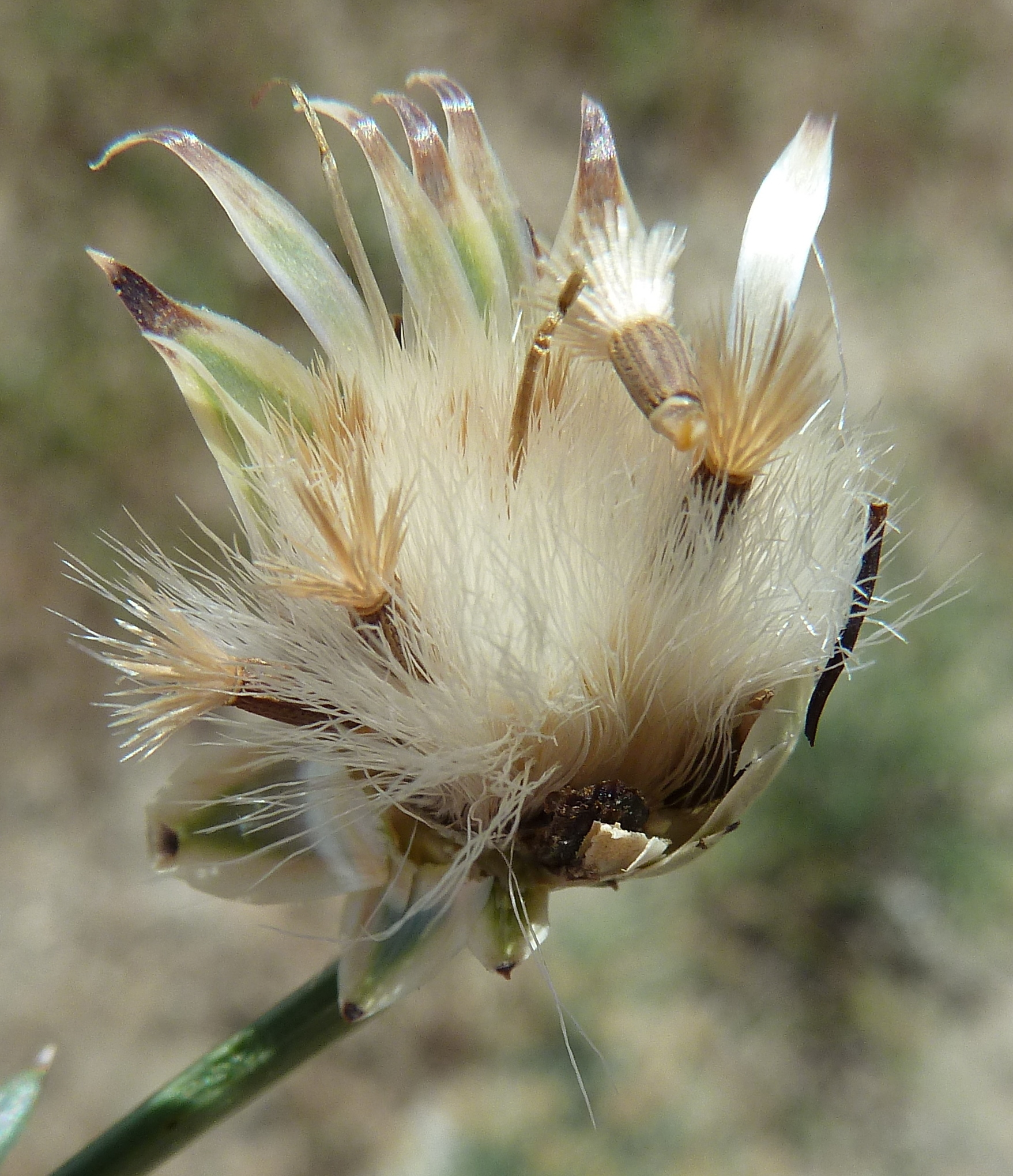
Mantisalca salmantica; cipselas y brácteas internas

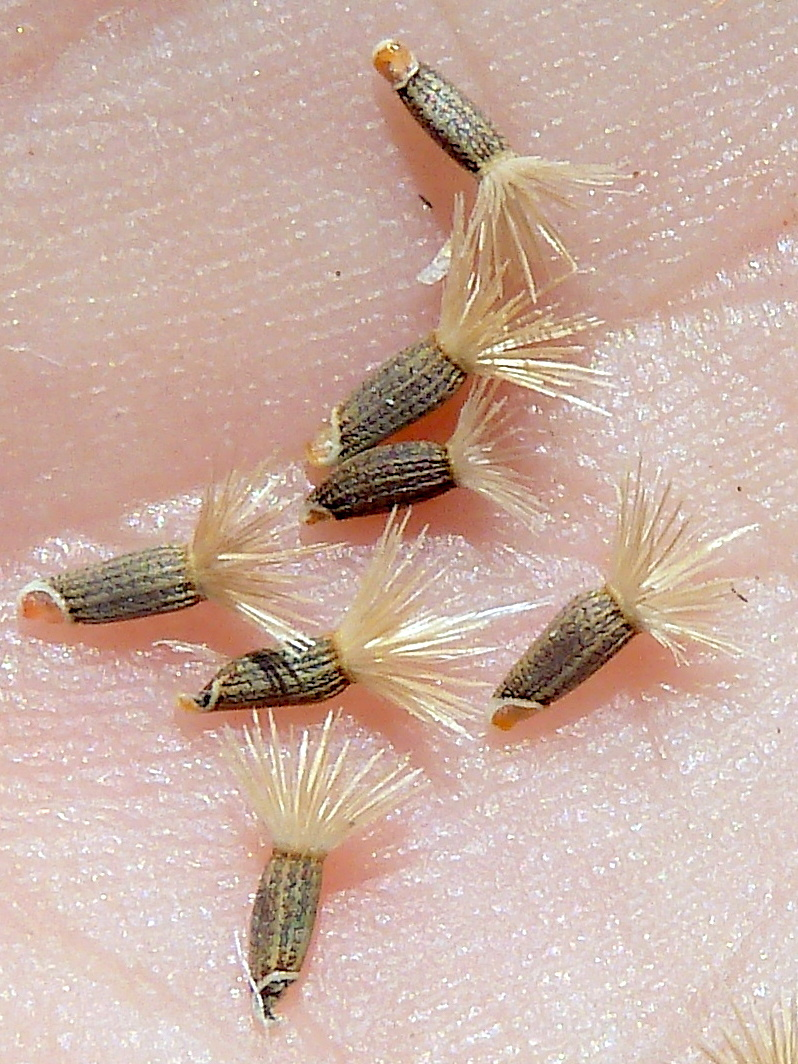
Mantisalca salmantica; cipselas sueltas - unas cuantas aún con el eleosoma

La algarabía, escobera, cabezuela, baleo cabezudo, alcabota (And.) o pan de pastor es una planta ruderal indígena del Mediterráneo y que forma parte de la tribu de los cardos (Cynareae), familia de las asteráceas. En España era antiguamente usada para elaborar escobas.
Su nombre científico es un juego de palabras que consta, tanto para el género como para la especie, de idénticas sílabas en distinto orden. Más precisamente, el nombre genérico es un anagrama de su epíteto salmantica, que significa «de Salamanca».

## Descripción
Planta lampiña por arriba y pubescente por abajo, que durante su primer año de vida desarrolla una roseta de hojas peludas, profundamente divididas, para entallecer hasta casi 1 m de altura en el segundo. Las hojas inferiores son oblongas y pinnado-lobuladas; las superiores linear-lanceoladas u oblongas, algo dentadas o pinnado-divididas. Las muy superiores son lineales con o sin unos dientes muy puntiagudos, casi espinosos.
Los tallos son endebles, angulosos y de color verde surcado longitudinalmente por líneas más claras. Cada uno remata en un capítulo de unos 2,5 cm de diámetro, ovoide cónico hasta casi globular, fuertemente constreñido en el ápice, con brácteas involucrales negruzcas hacia el extremo y provistas de una espina apical generalmente corta, excepto las más internas que carecen de ella. Las flores, todas flósculos, de la cabezuela tienen un color rosado/morado variable.
Los frutos (aquenios) miden unos 3 mm de largo (sin el vilano), son pardo-oscuros, con costillas longitudinales y muecas inter-costales oblicuas y tienen eleosoma; el vilano que lo corona - que es prácticamente de la misma longitud que el resto del aquenio - está formado por finas escamas puntiagudas blanquecinas no plumosas.

## Distribución y hábitat
Todo el Mediterráneo, incluidos Israel, Marruecos y Mallorca (Islas Baleares), pero excepto Córcega y Creta. Introducida o sub-espontánea en Suiza. Introducida muy localmente  en el Suroeste de Estados Unidos  (California y Arizona). 
Planta ruderal. Lugares áridos, baldíos, cunetas, hábitats rocosos secos.

## Usos

### Usos medicinales
Tiene propiedades hipoglucemiantes; y no sería tóxica, incluso a dosis altas.

### Otros usos
Aún recientemente - y quizás todavía hoy día - se usaba como materia prima en la mayoría de las comarcas rurales mediterráneas e ibéricas para la fabricación de los «escobones bastos»; de allí numerosos de sus nombres populares en Castellano de España.

## Taxonomía
Mantisalca salmantica fue descrita por John Isaac Briquet & François Georges Cavillier  y publicado en Archives des Sciences Physiques et Naturelles, Genève,   vol.12: 111, 1930.
Es la especie tipo del género Mantisalca.
Citología
- Tiene un número de cromosomas de 2n=22[14]

Sinonimia
- Mantisalca salmantica var. biennis Maire
- Mantisalca salmantica var. leptoloncha (Spach) Ball
- Centaurea salmantica L.
- Microlonchus cichoraceus K.Koch
- Microlonchus clusii Spach
- Microlonchus delileana Spach
- Microlonchus duriaei Spach
- Microlonchus elatus Spach
- Microlonchus gracilis Pomel
- Microlonchus isernianus J.Gay & Webb ex Graells
- Microlonchus leptolonchus Spach
- Microlonchus papposus Spach
- Microlonchus salmanticus (L.) DC.
- Microlonchus spinulosus Rouy
- Microlonchus tenellus Spach
- Microlonchus valdemorensis Cutanda
- Calcitrapa altissima Lam.
- Calcitrapa brevispina Moench
- Centaurea besseriana Janka ex Nyman
- Centaurea codruensis Prodan
- Centaurea leptoloncha (Spach) Rouy
- Centaurea salmantica L.
- Centaurea salmantica var. clusii (Spach) Ball
- Centaurea salmantica var. leptoloncha (Spach) Ball
- Centaurea tenella Hort. ex Spreng.
- Centaurea tenuiflora Fisch.
- Cirsium salamanticum Hill
- Crocodilium salmanticum Sweet[15][16]

Basiónimo
- Centaurea salmantica L., Sp. Pl., 2: 918, 1753.[17]

## Nombres comunes
- Castellano: ajonjera botonera, alcabota, algarabía, algaravía, amargos, anapeas, baleas, baleo, baleo fino, baleo macho, baraderas, bariaderas, barredera, barrederas, bolica, botones, cabezuela, cabezuela coronada, cabezuela de Salamanca, cabezuela menuda, cabezuelas, camarroja, cantarera, capotica, cardo de bolas, centaurea mayor, clavelitos, cálices, coscorrones, drama, escabiosa, escoba, escoba botonera, escoba cabezuda, escoba de botón, escoba de cabezuela, escoba de cabezuelas, escoba de cabezuelo, escoba de macuca, escoba de palillos, escobajo, escobajos, escobas, escobas de cabecilla, escobas de cabezuela, escobas de palotes, escobera, escobeta, escobeta fina, escobetas, escobijo, escobilla, escobillas, escobón, escobonera, escoboneras, escobones, escombrera, estebe de Salamanca, flor de rama, garbanzo, hierba de escobas, hierba de las escobas, hierba escobajera, mantisalca, marginera, mata de escobas, padres e hijos, palillos, palmerillas, palotes, pan de pastol, pan de pastor, panes de pastor, pelotica, punticas de escobarrama, rama, saladilla, salmerón, verruguicas, yerba de escobas, zarcillón (En cursiva, los nombres más corrientes/extendidos).[15]